# Sandila
Sandila là một thành phố và là nơi đặt ban đô thị (municipal board) của quận Hardoi thuộc bang Uttar Pradesh, Ấn Độ.

## Địa lý
Sandila có vị trí 27°05′B 80°31′Đ / 27,08°B 80,52°Đ Nó có độ cao trung bình là 142 mét (465 feet).

## Nhân khẩu
Theo điều tra dân số năm 2001 của Ấn Độ, Sandila có dân số 48.831 người. Phái nam chiếm 52% tổng số dân và phái nữ chiếm 48%. Sandila có tỷ lệ 50% biết đọc biết viết, thấp hơn tỷ lệ trung bình toàn quốc là 59,5%: tỷ lệ cho phái nam là 56%, và tỷ lệ cho phái nữ là 43%. Tại Sandila, 16% dân số nhỏ hơn 6 tuổi.